# Futurisme (architectuur)
Futurisme is een stijl binnen de architectuur die aan het begin van de 20e eeuw ontstond in Italië. De stijl is verbonden aan de gelijknamige stroming die opgericht werd door Filippo Marinetti. Kenmerkend zijn lange dynamische lijnen en de suggestie van snelheid en beweging. Hoewel er weinig gebouwen zijn gerealiseerd in deze stijl, heeft deze toch een grote invloed gehad op de ontwikkeling van de architectuur in de 20e eeuw. Het Russisch constructivisme ontstond direct in reactie op het futurisme en kent overeenkomsten in vormentaal.

## Voorbeelden

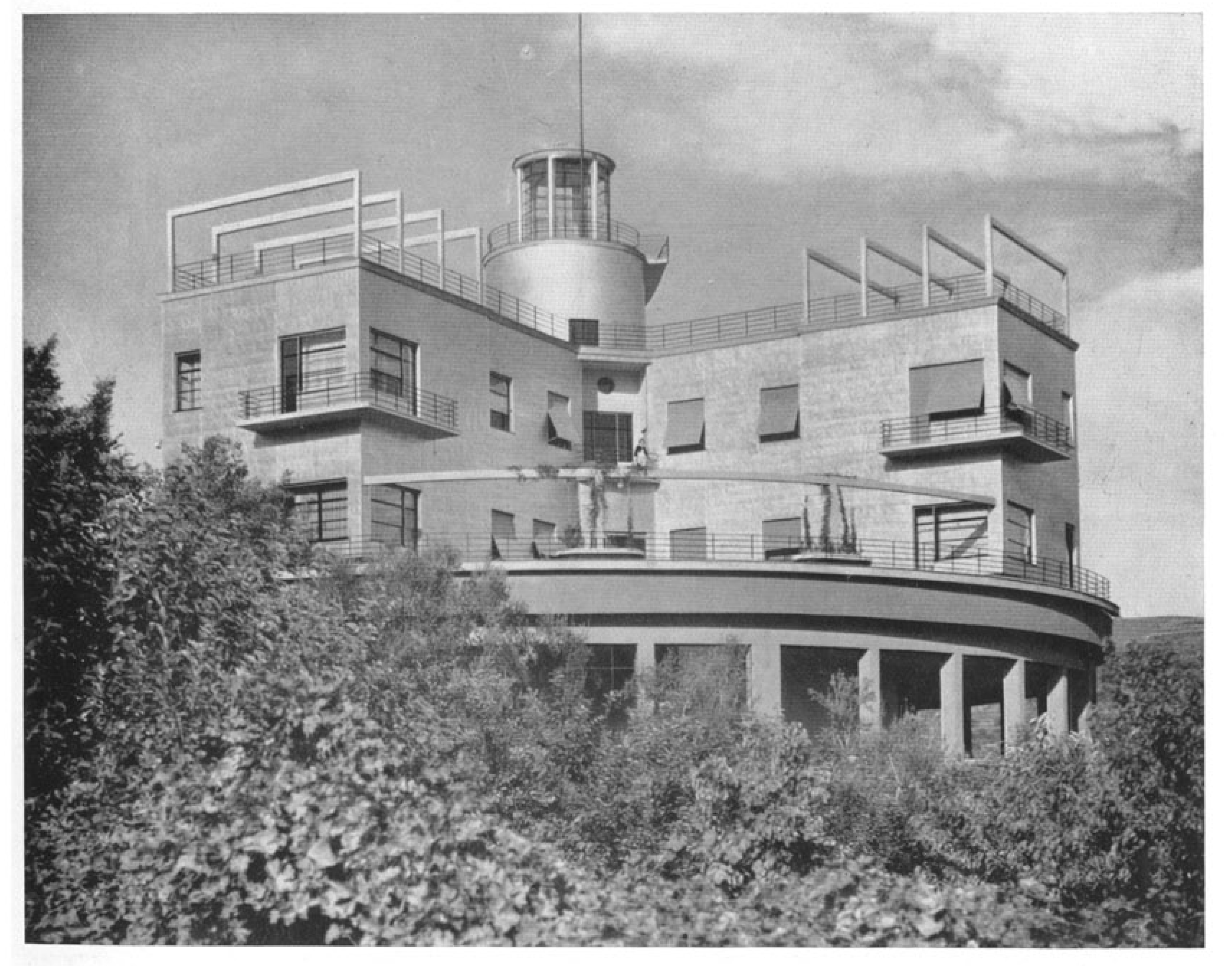
Villa Girasole

In de buurt van Verona ontwierp ingenieur Angelo Invernizzi samen met architect Romolo Carapacchi een villa. Deze villa heet Girasole wat zonnebloem in het Italiaans betekent, omdat het huis –net als de bloem– met de zon mee kan bewegen. De bouw duurde vier jaar omdat het ontwikkelen van het draaimechanisme veel tijd kostte, maar was toch in 1935 gereed.
Architect Léon Krier omschreef het sein- en stookhuis behorende bij het station van Florence als hoogtepunt van het futurisme. Het complex aan de Via delle Ghiacciaie is in 1929 ontworpen door Angiolo Mazzoni en tussen 1933 en 1935 gebouwd.
Het meest bekende voorbeeld is de testbaan op het dak van Lingotto, de door FIAT gebouwde en in 1923 geopende fabriek in Turijn.
De architect Giuseppe Pettazzia ontwierp Fiat Tagliero, een tankstation in de vorm van een vliegtuig. Het is in 1938 in gebruik genomen in Asmara, Eritrea.